# LTH
LTH (Loške tovarne hladilnikov Škofja Loka, d. d.) je podjetje hladilnih naprav v stečaju s sedežem v Škofji Loki.

## Zgodovina

### Začetki po prvi svetovni vojni
Leta 1922 je v Škofji Loki švicaski inženir in podjetnik Gottlieb Franz Schneiter ustanovil podjetje z imenom Inž. F. Schneiter, strojno stavbena delavnica, spec. turbine in regulatorji, ki se je kmalu preimenovalo v G. F. Schneiter, Škofja Loka, podjetje za gradnjo vodnih turbin. Podjetje je proizvajalo vodne turbine in regulatorje ter je zaradi strokovnega ugleda ustanovitelja in uspešnega trženja že od začetka naprej uspešno poslovalo. Podjetje je najprej proizvajalo vodne turbine za stranke na Gorenjskem, Dolenjskem in Štajerskem, od leta 1926 pa so izdelke prodajali tudi v Prekmurje, na Hrvaško, v Črno goro, Bosno, Srbijo in Banat.  
Leta 1930 se je podjetje preselilo v nove, večje prostore, ki so jih zgradili tudi s pomočjo kredita Mestne hranilnice Škofja Loka. Takrat je bilo v podjetju zaposlenih 20 ljudi, kmalu pa je naraslo na več kot 30. Ker to ni bila več delavnica, temveč tovarna, so podjetju spremenili ime v G. F. Schneiter, tovarna strojev, Škofja Loka. Ulitke iz sive litine je podjetju dobavljala livarna v Štorah. Kupce so prepričali s kakovostjo, ugodno ceno in razmeroma kratkimi dobavnimi roki, kljub individualni proizvodnji (vodno turbino so iz tovarne navadno odposlali naročniku v treh ali štirih mesecih po podpisu pogodbe). 
Tovarna je izdelovala vodne turbine za mline, žage, obrtne delavnice in male elektrarne. Posebej veliko so izdelali Francisovih turbin v različnih izvedbah. Izdelovali so tudi Peltonove turbine. Za zahtevnejše turbinske pogone so izdelovali tudi avtomatske regulatorje vrtilne hitrosti. V proizvodnem programu so imeli tudi ostalo opremo za turbine: zapornice z ročnimi ali elektromotornimi dvižnimi mehanizmi, rešetke; pa tudi žage venecianke, transmisijske gredi, ležaje, jermenice ter drugo drobnejšo strojno opremo mlinov in žag.
Da bi bilo njegovo podjetje manj odvisno od sezonskega nihanja naročil za vodne turbine, se je Schneiter v začetku tridesetih let odločil razširiti proizvodni program s hladilnimi napravami, ki jih do takrat na jugoslovanskem trgu ni proizvajal še nihče. Leta 1933 so po Schneiterjevih načrtih v njegovi tovarni izdelali prvi hladilni kompresor. Prve hladilne naprave pa so bile stroji za sladoled. Vzporedno z njimi so razvili tudi avtomatske hladilne naprave za mesnice, gostilne, restavracije, mlekarne, delikatese ipd. Schneiterjeve hladilne naprave in stroji za sladoled so takoj doživeli velik prodajni uspeh. Tržili so jih pod blagovno znamko Juhlad in z zaščitnim simbolom belega medveda. V Ljubljani so odprli trgovsko zastopstvo podjetja G. F. Schneiter, tovarna hladilnih strojev Juhlad, Škofja Loka. Po zaslugi proizvodnje hladilnih naprav je Schneiterjevo podjetje tudi uspešno prebrodilo izbruh velike gospodarske krize. Število zaposlenih v Schneiterjevem podjetju je naraslo na 40, višina osebnih dohodkov zaposlenih pa je bila med najvišjimi v takratni industriji na Slovenskem. Z znamko Juhlad so bili uspešni po vsej jugovzhodni Evropi.

### Po drugi svetovni vojni
Leta 1945 so Schneiterjevo podjetje nacionalizirali in preimenovali v Tovarno vodnih turbin Škofja Loka. Po nacionalizaciji njegovega podjetja se je Schneiter vrnil v Švico, kjer je leta 1958 tudi umrl. Leta 1947 so kadre, orodja, livarske modele in celotno tehnično dokumentacijo preselili v novoustanovljeni Litostroj v Ljubljano. Škofjeloško podjetje pa je do leta 1949 obstajalo naprej kot Litostroj, podružnica Škofja Loka in se ukvarjalo z izdelovanjem vodnih turbin. Ko je februarja 1949 podružnica Litostroja v Škofji Loki prenehala obstajati, so ostanke tega podjetja skupaj s poslopjem prepustili podjetju Remont.
Leta 1954 se je nekdanji mojster v Schneiterjevi tovarni Valentin Zaletel vrnil v Škofjo Loko, kjer so nekaj let pred tem ustanovili tovarno Motor z raznovrstnim proizvodnim programom. V njej so delali zaporniki. Vodil jo je Vladimir Logar in ta je nato z Zaletelom začel razvijati in proizvajati hladilne kompresorje, toplotne izmenjevalnike in hladilno opremo. Motor je od Litostroja prevzel tisti del Schneiterjevega arhiva, ki je zadeval hladilne naprave. 
Leta 1960 se je podjetje Motor preoblikovalo v Loške tovarne hladilnikov (LTH) in v naslednjih desetletjih uspešno poslovalo na domačih in tujih trgih. V času Jugoslavije je bil LTH vodilno podjetje na jugoslovanskem trgu. Leta 1960 je imel 620 zaposlenih, leta 1980 pa 1539. Razvili so pestro paleto izdelkov: toplotne izmenjevalnike, kompresorje, hladilne agregate, ventilatorje, predvsem pa so bili vodilni pri zamrzovalnih skrinjah za gospodinjstva in profesionalnem hladilnem programu, tj. za gostilne, trgovine, mesarska podjetja, hotele ipd. Za uspeh LTH-ja na jugoslovanskem trgu je bil zaslužen tudi njegov dober servis kupcev. Leta 1975 so ustanovili tudi Inštitut Zorana Ranta.
LTH je začel izgubljati konkurenčnost v osemdesetih letih 20. stoletja, ko so na njegove trge v jugovzhodni Evropi začenjala prihajati zahodna podjetja.

### Po razpadu Jugoslavije
Z razpadom Jugoslavije je LTH izgubil 70 odstotokov trga, kar je podjetje močno prizadelo. Poskusilo se je preusmeriti na zahodne trge. Razvili so nekaj novih izdelkov, nekaj tudi zaradi okoljskih zahtev, saj se v hladilnih napravah za hlajenje ni več smel uporabljati freon. V devetdesetih letih je podjetje vodila Tatjana Nastran in v tem času je poslovalo na robu izgube ali z izgubo. Leta 2000 je podjetje imelo 16,9 milijona evrov prihodkov in 3,4 milijona evrov izgube.
Leta 2001 je LTH za 170 milijonov tolarjev (710.000 evrov) kupil podjetnik Jože Angeli, ki je s svojim podjetjem Blues tesno posloval s podjetjem Gorenje, s katerim je imel ekskluzivno pogodbo za dobavo sestavnih delov za njegove izdelke. LTH je imel takrat 460 zaposlenih. »Že na začetku so se pojavljale domneve, da je pravi novi lastnik družbe LTH pravzaprav Jože Stanič, ki je bil takrat predsednik uprave Gorenja, zaradi česar je bilo popolnoma nepredstavljivo, da bi se ukvarjal še s kakim drugim podjetjem. Še zlasti zato, ker sta bila veliko Gorenje in v primerjavi z njim palček LTH na trgu tekmeca.« Po Angelijevem prevzemu podjetja LTH se je njegovo poslovanje najprej zelo popravilo: prodajo so v obdobju 2000-2003 skoraj podvojili, na 29,8 milijona evrov. Na novo so zaposlovali, vlagali v nove zmogljivosti in se vračali na trge Balkana. V tem času je podjetje vodil Jože Hafner, ki se je nato zaradi nesoglasij z lastnikom Angelijem s podjetjem LTH razšel.  
Ob hitrem širjenju je podjetje prišlo v velike likvidnostne težave in leta 2004 je zaposlenim za nekaj časa prenehalo izplačevati prispevke. Leta 2005 je prodaja upadla na 20 milijonov evrov in podjetje je imelo 6,6 milijonov evrov izgube. V letu 2005 je za nekaj časa obstala tudi proizvodnja, ker podjetje ni imelo denarja za nakup surovin. V tem času je bila predsednica uprave Marjeta Cesar Janežič, ki jo je decembra 2005 nasledil nekdanji direktor Planike Milan Bajželj, tega pa je že januarja 2006 nasledil Anton Vasja Dovšak, ki je bil prej zaposlen v Gorenju. Podjetje Blues je bilo tudi LTH-jev dobavitelj. Marca 2006 je v LTH kot 24-odstotni lastnik podjetja vstopil Jože Stanič s sinom Borutom. Nato je Jože Stanič skupaj s še dvema članoma vodstva LTH od Jožeta Angelija odkupil večinski delež podjetja. V letu 2006 je imel nato LTH 7,3 milijona evrov izgube.
V letu 2007 se je prodaja LTH popravila na 23,3 milijona evrov, izguba pa je znašala 3,3 milijona evrov. Zaradi pomanjkanja obratnega kapitala je proizvodnja tudi v letu 2008 večkrat obstala. Banka NLB podjetju ni odobrila reprograma dolgov, neuspešna je bila tudi njegova prošnja za državno pomoč. Novi glavni lastnik LTH-ja je s pretvorbo terjatev postal podjetnik Miloš Kodre (njegovo podjetje Agovit je bilo LTH-jev dobavitelj pločevine), ki je postal tudi njegov novi predsednik uprave. Spomladi 2009 se je Jože Stanič umaknil iz nadzornega sveta podjetja, junija 2009 pa je občina Škofja Loka v imenu delavcev, ki jim je podjetje dolgovalo štiri izplačila osebnih dohodkov, na sodišču vložila predlog za stečaj. Ob začetku stečaja je bilo v LTH zaposlenih 320 delavcev.
LTH je imel leta 2000 vknjiženih 11 milijonov evrov dolgov, konec leta 2008 pa 29,6 milijonov evrov. Stečajni upravitelj podjetja LTH je upnikom priznal 27 milijonov evrov terjatev. Ker je bilo podjetje LTH po mnenju stečajnega upravitelja že več let pred stečajem likvidnostno in kapitalsko neustrezno ter zaradi sumov malverzacij, je ta proti upravam LTH-ja v obdobju 2005-2009 vložil do februarja 2015 skupaj 150 tožb. Z njimi je do februarja 2015 v stečajno maso uspel povrniti pol milijona evrov.

### LTH Castings
Leta 1989 se je nekdanja LTH-jeva livarna in orodjarna, ki je locirana v Vincarjih pri Škofji Loki, ločila od matičnega podjetja, in pod imenom "Lth-ol d.o.o.", in pod novim vodstvom mag. Mirjam Jan Blažić, začela delati tudi za avtomobilsko industrijo. Danes zasebno podjetje pod imenom LTH Castings d. o. o. in s sedežem v Škofji Loki posluje na mednarodnih trgih. V začetku leta 2017 je imelo več kot 1400 zaposlenih v Sloveniji in več kot 700 zaposlenih na proizvodnjih lokacijah v tujini.

## Proizvodni program
Podjetje LTH je izdelovalo hladilne naprave tako za zasebne kupce kot podjetja. Najbolj znano je bilo po kakovostnih zamrzovalnih skrinjah za gospodinjstva. Od profesionalnih hladilnih naprav je mdr. izdelovalo hladilnice (npr. za podjetje Kras), hladilne vitrine (npr. za ljubljanski E.Leclerc) ipd.